# Radio Nordseewelle
Radio Nordseewelle ist ein lokaler Radiosender für Ostfriesland, Friesland,  Wilhelmshaven und Oldenburg der am 30. April 2015 um 12 Uhr seinen Sendebetrieb aufnahm. Gesendet wird aus der ostfriesischen Stadt Norden. Geschäftsführer des Senders ist Maik Neudorf. Das Programm ist von der Niedersächsischen Landesmedienanstalt lizenziert. Nach der im Jahr 2016 veröffentlichten GfK Reichweitenstudie der NLM ist Radio Nordseewelle der erfolgreichste Lokalsender in der Region und das erfolgreichste kommerzielle Lokalradio in ganz Niedersachsen. Das erste Lied, das nach dem Sendestart gespielt wurde, war Nordisch by Nature von Fettes Brot.

## Geschichte
Am 24. September 2013 veröffentlichte die Niedersächsische Landesmedienanstalt eine Bekanntmachung, in der freie UKW-Übertragungsfrequenzen in der Region Ostfriesische Inseln/Küstenstreifen für ein kommerzielles lokales Radio in Ostfriesland ausgeschrieben wurden. Auf die Ausschreibung gingen zwei Bewerbungen ein. Bewerber waren die Radio Nordseewelle GmbH & Co KG sowie die Radio SWS Sturmwellensender GmbH, die bereits auf der Insel Norderney ein Veranstaltungsradio betreibt. Am 18. Dezember 2013 wurden die lokalen UKW-Frequenzen Radio Nordseewelle zugesprochen. Am 21. September 2016 wurde Radio Nordseewelle das zweite Sendegebiet Wilhelmshaven/Jever/Friesland zugesprochen. In der NLM-Versammlung vom 29. November 2017 wurde dem Sender dann das dritte Sendegebiet Aurich/Emden/Leer zugesprochen. Das vierte Sendegebiet für die Region Oldenburg wurde Radio Nordseewelle am 10. September 2020 zugewiesen.

Logo von Radio Nordseewelle 2

Im August 2023 startete Radio Nordseewelle 2 über DAB+.

## Empfang
Das Programm ist über UKW im Nordwesten Niedersachsens sowie via DAB+ in Teilen Niedersachsens, Bremen/Bremerhaven, Hamburg und Schleswig-Holstein und Livestream online zu empfangen. Über UKW wird das Programm von Radio Nordseewelle über elf UKW-Frequenzen verbreitet:
| Sendestandort    | Frequenz           | Sendestärke | Regionalprogramm        |
| ---------------- | ------------------ | ----------- | ----------------------- |
| Aurich           | 90,6 MHz, 99,5 MHz | 1000 W      | Ostfriesland            |
| Borkum           | 101,3 MHz          | 100 W       | Ostfriesland            |
| Emden            | 106,3 MHz          | 250 W       | Ostfriesland            |
| Jever            | 94,9 MHz           | 250 W       | Friesland/Wilhelmshaven |
| Leer             | 97,1 MHz           | 320 W       | Ostfriesland            |
| Neuharlingersiel | 100,1 MHz          | 1000 W      | Ostfriesland            |
| Norden           | 88,2 MHz           | 250 W       | Ostfriesland            |
| Norderney        | 104,0 MHz          | 50 W        | Ostfriesland            |
| Oldenburg        | 88,7 MHz           | 200 W       | Oldenburg               |
| Wilhelmshaven    | 107,5 MHz          | 400 W       | Friesland/Wilhelmshaven |

## Programm
| Tag            | Zeit      | Sendung                                 |
| -------------- | --------- | --------------------------------------- |
| Montag-Freitag | 06-10 Uhr | Die Morningshow mit Lisa                |
| Montag-Freitag | 10-14 Uhr | Bei der Arbeit mit Ina                  |
| Montag-Freitag | 14-19 Uhr | Die Feierabendshow mit Dennis           |
| Freitag        | 20-00 Uhr | Die Partykracher                        |
| Samstag        | 08-14 Uhr | Die Susanka Kröger Show                 |
| Samstag        | 14-18 Uhr | Die Martin Putz Show                    |
| Samstag        | 18-20 Uhr | Top 20 Hörercharts mit Enrico Ostendorf |
| Samstag        | 20-00 Uhr | DJ Enrico Ostendorf in the Mix          |
| Sonntag        | 00-02 Uhr | Clubsounds                              |

Stündlich um halb werden Nachrichten aus Ostfriesland, Friesland, Wilhelmshaven und dem Oldenburger Land gesendet - diese werden vom Anbieter Regiocast Radioservices produziert. Zudem sendet Radio Nordseewelle zweimal stündlich das aktuelle Wetter für den Nordwesten mit den Gezeiten. Der Verkehrsservice beinhaltet neben der aktuellen Verkehrslage und den Blitzern auch aktuelle Fährverbindungen zu den Ostfriesischen Inseln. Zur vollen Stunde gibt es Meldungen aus dem Nordwesten, Deutschland und der Welt.

## Gesellschafter
Gesellschafter von Radio Nordseewelle sind die ZGO Zeitungsgruppe Ostfriesland GmbH aus Leer (46,4 %), die TBD Technische Baudienstleistungen GmbH & Co. KG aus Friedeburg (25,2 %), der Rechtsanwalt Frank Wilken aus Leer (10,2 %), Holger Franz aus Leer (7,5 %), Joachim Klemm aus Leer (5,8 %) sowie der Geschäftsführer Maik Neudorf (4,9 %). Die Zeitungsgruppe Ostfriesland ist Herausgeber der Ostfriesen-Zeitung (Leer), der Ostfriesischen Nachrichten (Aurich), des General-Anzeigers (Rhauderfehn) und der Borkumer Zeitung (Borkum).